# Серный Ключ
Серный Ключ — упраздненный в 2023 году посёлок в Нязепетровском районе Челябинской области России. Входил в состав Нязепетровского городского поселения.

## Топоним
Назван по ручью, текущему в близлежащем урочище.

## География
Находится на правом берегу реки Уфа, на высоте 316 метров над уровнем моря.

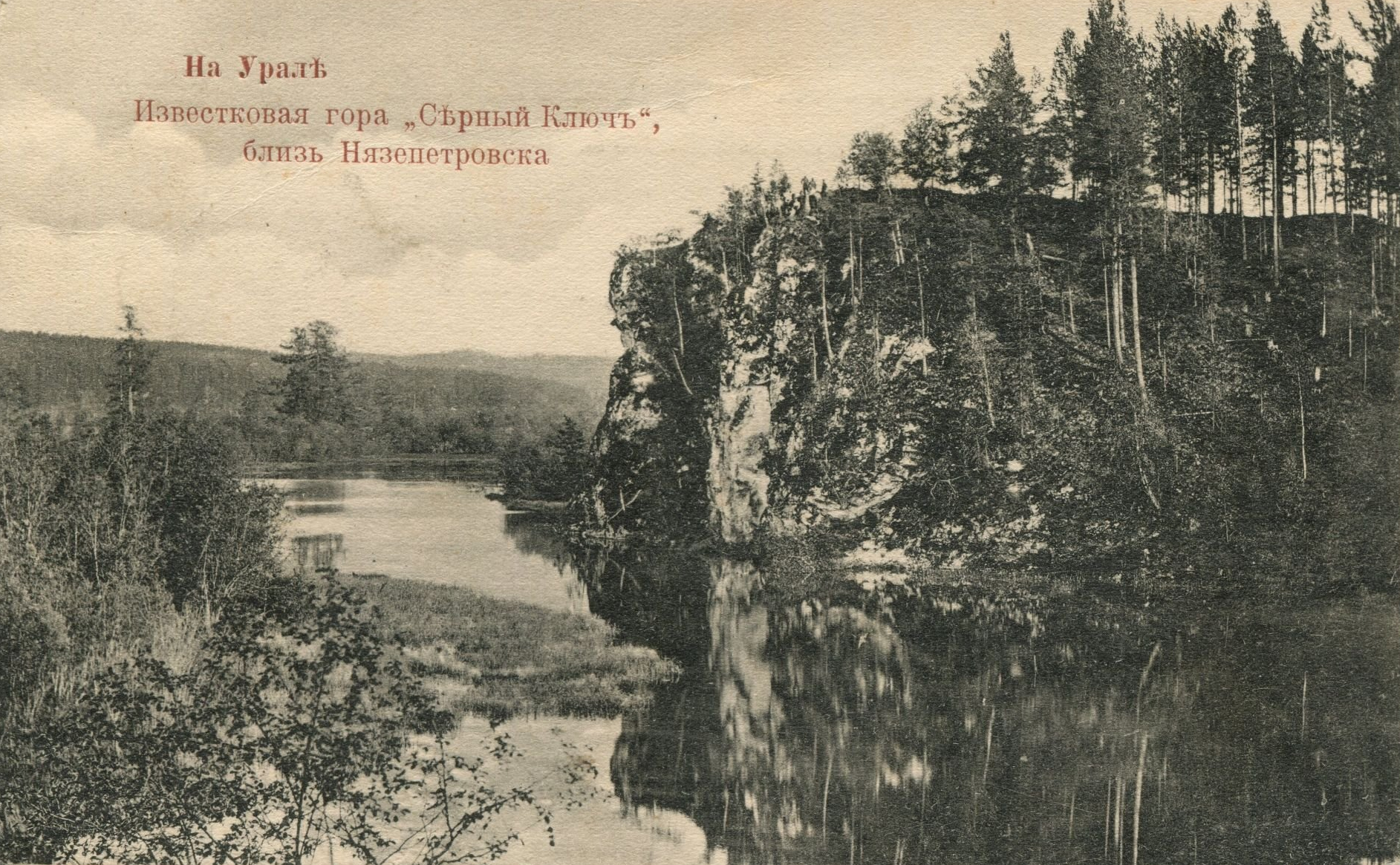
Известковая гора «Серный ключ», близ Нязепетровска. Начало XX века

Ручей Серный ключ начинается сероводородным источником в карстовой трещине горы ниже уровня воды, температура воды около 8 С°. Приток реки Уфа. Восточнее посёлка расположено Серное озеро — подпруженная железнодорожной насыпью старица реки Уфа (56.029111/59.553924). По состоянию на 2018 год, поверхностный водоток ручья отсутствует.
Геологическая структура территории представлена рифовыми известняками пржидольского яруса верхнего силура, особой фацией табускинских слоёв Уфимского амфитеатра толщиной около 50 м. В тектоническом окне имеется обнажение песчано-аргиллитовой породы среднего карбона.
Существует утёс Серный Ключ и городище, многослойный археологический памятник. В городище «Серный Ключ» обнаружены следы липчинской (эпоха энеолита, III тысячелетие до н. э.), абашевской (VIII—VII вв. до н. э.), гамаюнской (эпоха бронзы, VIII—VI вв. до н. э.), иткульской (эпоха раннего железа, VI—II вв. до н. э.) культур.

## История
Посёлок был образован в 1968 при балластном карьере. 
В 2017 году было принято решение об отселении посёлка. В октябре 2019 года посёлок покинули последние жители.
Официально упразднён Постановлением Губернатора Челябинской области от 12.07.2023 № 159
«О согласовании административно-территориального преобразования в Нязепетровском муниципальном районе Челябинской области»

## Население
| 1970 | 1977 | 1983 | 2002 | 2010 | 2021 |
| ---- | ---- | ---- | ---- | ---- | ---- |
| 49   | ↗66  | ↘56  | ↘48  | ↘19  | ↘0   |

По данным Всероссийской переписи, в 2010 году численность населения посёлка составляла 19 человек (9 мужчин и 10 женщин).

## Транспорт
Посёлок связан грунтовыми дорогами с соседними населёнными пунктами. Зимой может быть не доступен.
В южной части посёлка расположен остановочный пункт (376 км, код в АСУЖТ 807327) Южно-Уральской железной дороги. От районного центра, города Нязепетровска, примерно 3 км к западу.